# إيرين كاهيل
إيرين كاهيل (بالإنجليزية: Erin Cahill) هي ممثلة أمريكية، ولدت في 4 يناير 1980 في الولايات المتحدة.

## أعمال

### أفلام
- (2006) السعي للسعادة[5]
- (2009) بوغي مان 3
- (2017)  الثأر

### مسلسلات
- تشاك
- ميامي
- كاسل
- كولد كيس
- كيف قابلت أمكما
- هاوس

## وصلات خارجية
- إيرين كاهيل على موقع IMDb (الإنجليزية)
- إيرين كاهيل على موقع ألو سيني (الفرنسية)
- إيرين كاهيل على موقع أول موفي (الإنجليزية)
- إيرين كاهيل على موقع قاعدة بيانات الفيلم (الإنجليزية)
- إيرين كاهيل على موقع كينوبويسك (الروسية)